# Pumpernickel

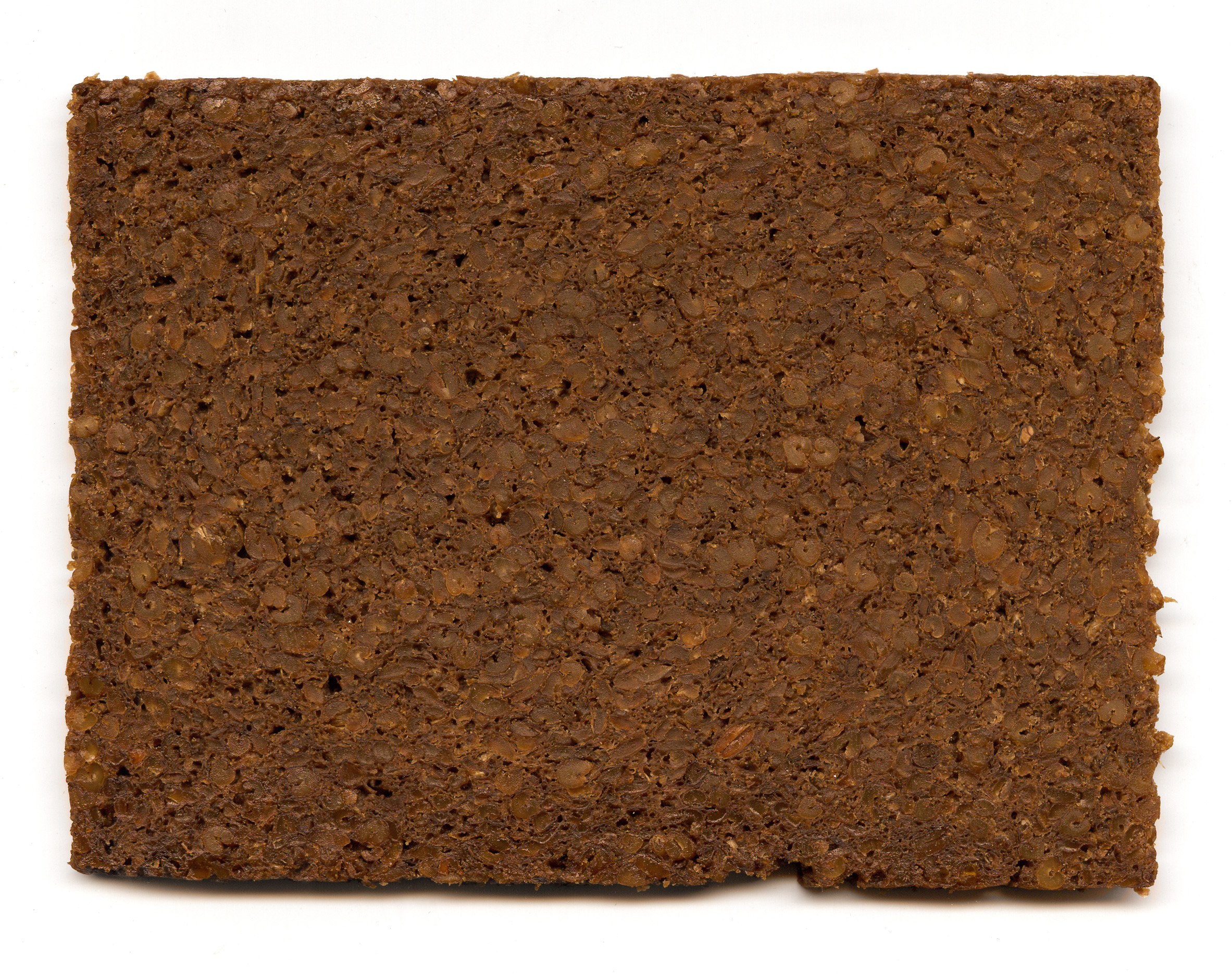
Una fetta di pumpernickel

Il pumpernickel è un tipo di pane a base di sola farina integrale di segale. È tipico della cucina tedesca e, precisamente, della regione della Vestfalia. In Germania e nei paesi di lingua tedesca è facilmente reperibile in qualsiasi supermercato come prodotto industriale confezionato.

## Preparazione
Secondo la ricetta originale, il pumpernickel viene preparato con una farina di soli semi di segale macinati grossolanamente, lasciata riposare per alcune ore in acqua calda. L'impasto viene poi infornato in cassetta per moltissime ore a temperatura non elevata. La lunga cottura al forno causa la reazione di Maillard dell'amido e conferisce al pumpernickel il sapore e il colore tradizionali. Inoltre, il fatto di non contenere lievito gli dà una consistenza compatta, umida e fragile, senza crosta.
In alcuni casi però il pumpernickel viene preparato secondo una ricetta più veloce, con aggiunta di lievito e malto e un'infornata più breve. Siccome questa preparazione accelerata non causa una sufficiente ossidazione dell'amido, agli ingredienti viene aggiunto anche sciroppo di zucchero di barbabietola.
Un pane denominato pumpernickel è commercializzato anche negli USA, deriva dal pumpernickel tedesco ed è stato probabilmente importato dagli ebrei emigrati dalla Germania. La preparazione però è decisamente diversa e tra gli ingredienti, per dargli il colore scuro, ci sono addirittura caffè o cacao in polvere.

## Storia
Si suppone che il pumpernickel sia stato infornato per la prima volta nel 1570 nella cittadina di Soest, in una panetteria tuttora esistente. Nel Medioevo la posizione di Soest era molto esposta e la città era vittima di frequenti e lunghi assedi. Per questo motivo il pumpernickel, che è un pane conservabile molto a lungo, potrebbe essere stato un cibo di vitale importanza, e quindi essere diventato molto popolare.

## Significato del nome
L'origine del nome del pumpernickel non è chiara.
Secondo un'interpretazione, deriverebbe da un'espressione turpiloquiale. In alcuni dialetti tedeschi, infatti, pumper indica una flatulenza, probabile conseguenza dell'ingestione di questo pane che è ricchissimo di fibre. Nickel invece è un diminutivo dialettale del nome proprio Nicholas, spesso associato ai folletti.. Questa versione viene utilizzata in The Big Bang Theory, raccontata in treno da Howard Wolowitz a Summer Glau, nell'episodio Il binario del Terminator.
Anticamente la parola pumpernickel veniva associata al kommisbrot, la razione di pane dei soldati tedeschi.
In Vestfalia  l'origine del nome la raccontano così: 
Quando Napoleone giunse con il suo esercito in Westfalia, fu accolto dalla popolazione e omaggiato, fra le altre cose, con l'offerta del pane tipico del luogo. Lui prese in mano il pezzo e dopo una rapida occhiata, lo offrì al suo cavallo, dicendo: C'est bon pour Nickel (o Niquel) cioè: "è buono per Nickel" intendendo che andasse bene giusto per il cavallo!). I bravi vestfaliani non capirono il gesto sprezzante ed anzi credettero fosse il modo francese per definirlo. L'espressione francese fu però travisata dai tedeschi e "bon pour Nickel" divenne "pumpernickel". La fonte è costituita da varie persone di Münster (capitale della Vestfalia) che la raccontarono durante una serata tra amici.